# Studia Politologiczne
Studia Politologiczne - seria wydawnicza ukazująca się od 2003 r., wydawana przez Instytut Nauk Politycznych UWM w Olsztynie. Publikuje prace dotyczące nauk politycznych i pokrewnych.
Mimo politologicznego charakteru serii, można w niej znaleźć artykuły uwzględniające dorobek innych dyscyplin nauk społecznych, zwłaszcza socjologii, psychologii, antropologii, etnologii, prawa, ekonomii i historii - funkcjonujących na styku z politologią.
W ramach tej serii ukazały się:
- tom 1 - "Świat po 11 września 2001 roku", pod red. Krzysztofa Gładkowskiego (2003)
- tom 2 - "Dziedzictwo polsko-ukraińskie", pod red Selima Chazbijewicza, Marka Melnyka, Krzysztofa Szulborskiego (2007)